# Gudmar Olovson

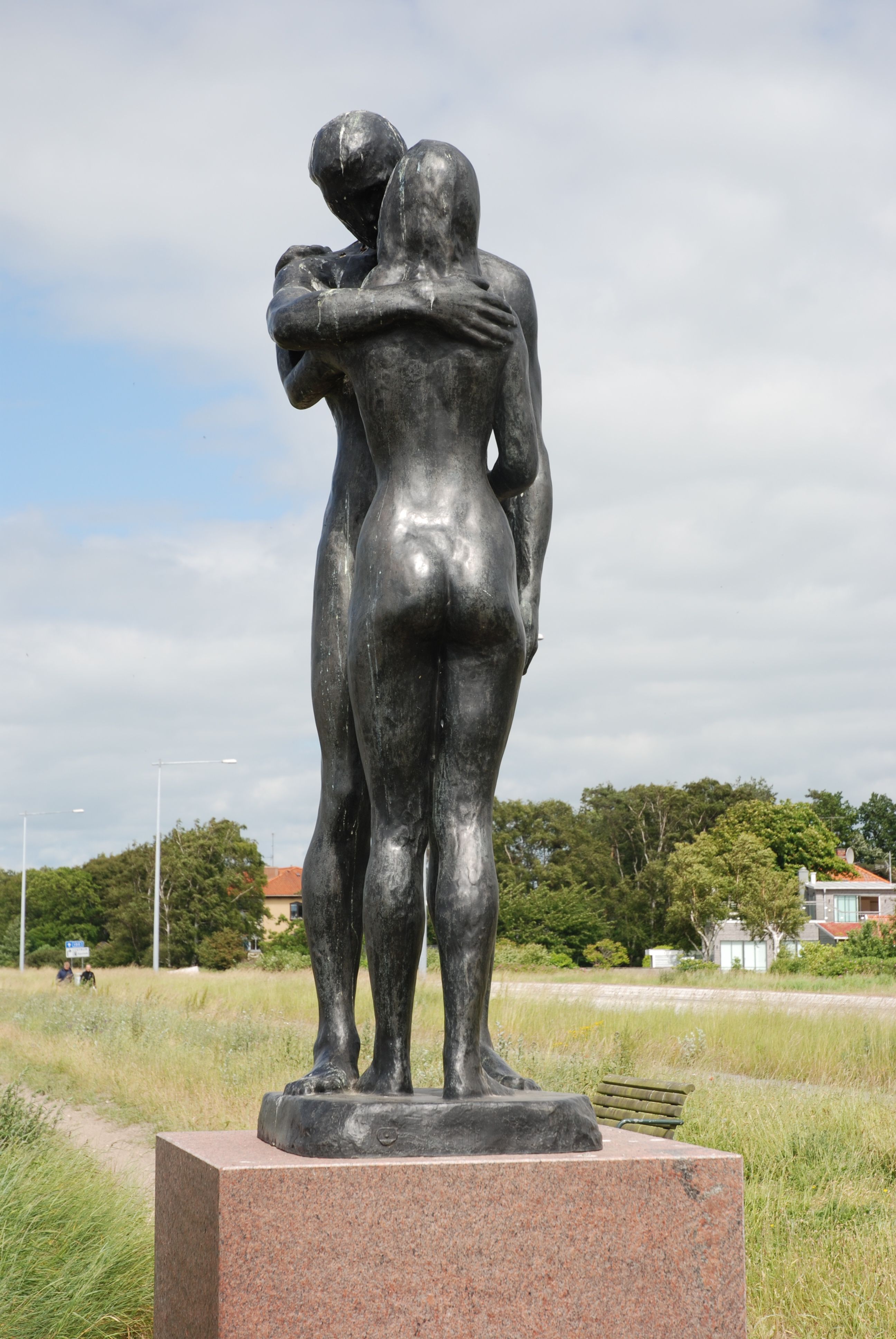
Les deux arbres, Höllvikens skulpturpark

Gudmar Olovson (Boden, 1 maart 1936 – Frankrijk, 17 april 2017) was een Zweeds beeldhouwer, medailleur en lithograaf.

## Leven en werk
Olovson studeerde van 1955 tot 1959 bij Bror Hjorth en Stig Blomberg aan de Kungliga Konsthögskolan Meja in de Zweedse hoofdstad Stockholm. In 1957 bezocht hij Rome en vervolgens Griekenland. Op de terugweg deed hij Parijs aan, waarbij hij een bezoek bracht aan het Musée Rodin. In 1959 kreeg hij een beurs voor een verblijf in een studio in het Zweedse paviljoen van de Cité Internationale Universitaire in Parijs. Hij leerde de in Parijs woonachtige Zweedse beeldhouwer Gunnar Nilsson (1904-1995) kennen, een leerling van Charles Despiau. Na het verlaten van de studio in 1961 nam hij een atelier in de rue François Guibert, dicht bij Gunnar Nilsson, Jean Carton en Paul Cornet, die allen zijn werk hebben beïnvloed. Hij besloot in de Franse hoofdstad te blijven, maar hield zijn contacten met Zweden aan. Hij leerde de werken kennen van Jean-Baptiste Carpeaux en Aristide Maillol, en hij bestudeerde de werken van Auguste Rodin nauwgezet.
De kunstenaar woonde en werkte in een atelier in de rue Saint-Charles in Parijs. In 2007 kreeg hij in het Musée de la Monnaie de Paris een retrospectieve tentoonstelling in het Hôtel de la Monnaie in Parijs. In 2008 werd in de Zweedse plaats Vellinge een beeldenpark geopend met vijf van zijn sculpturen.
Gudmar Olovson overleed in 2017 op 81-jarige leeftijd in Zuid-Frankrijk.

## Enkele werken
- Petit torse uit 1961
- Concorde (Flykt) uit 1974
- Les deux arbres (Tva träd) uit 1990, in het Bois de Boulogne in Parijs en in het Höllvikens Skulpturpark in Vellinge
- Les deux soeurs (Systrarna) uit 2000
- Prélude (Inledning till liv) uit 2003
- Femme-oiseau blessée (Kvinna likt en skadad fågel) uit 2007

Olovson is vooral bekend geworden door zijn portretten van vorsten, presidenten en bekende persoonlijkheden:
- portretbustes van onder anderen Karel XVI Gustaaf van Zweden, Jean Jaurès, Charles de Gaulle, Georges Pompidou, Jacques Chirac, Peter en Jacob Wallenberg, Philippe de Rothschild, Ingrid Bergman en vele landgenoten.
- portretreliëfs van Paus Johannes Paulus II en van Charles en Diana.
- en zijn munten en penningen.

## Fotogalerij Höllvikens Skulpturpark

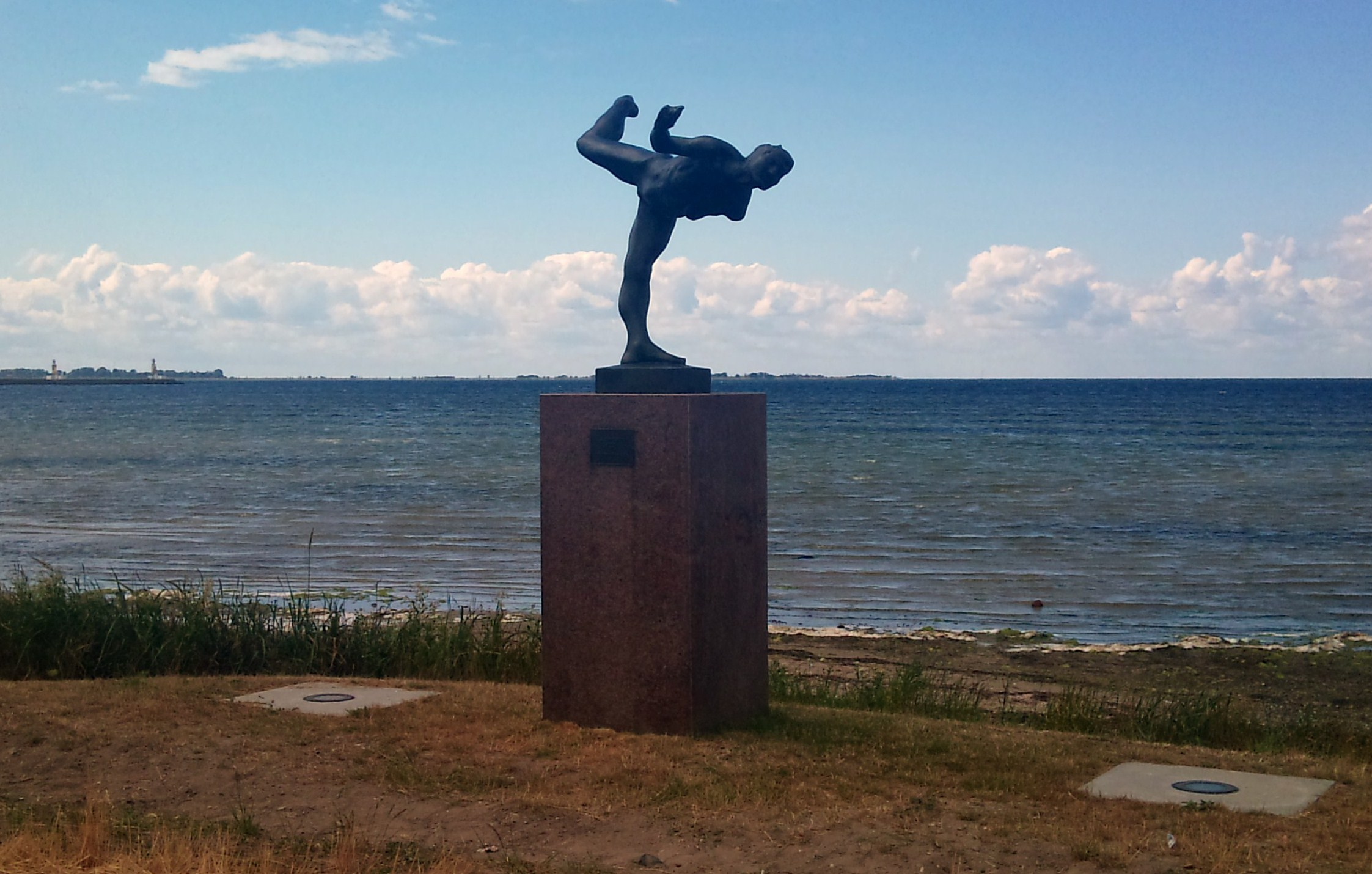
Flykt (1974)
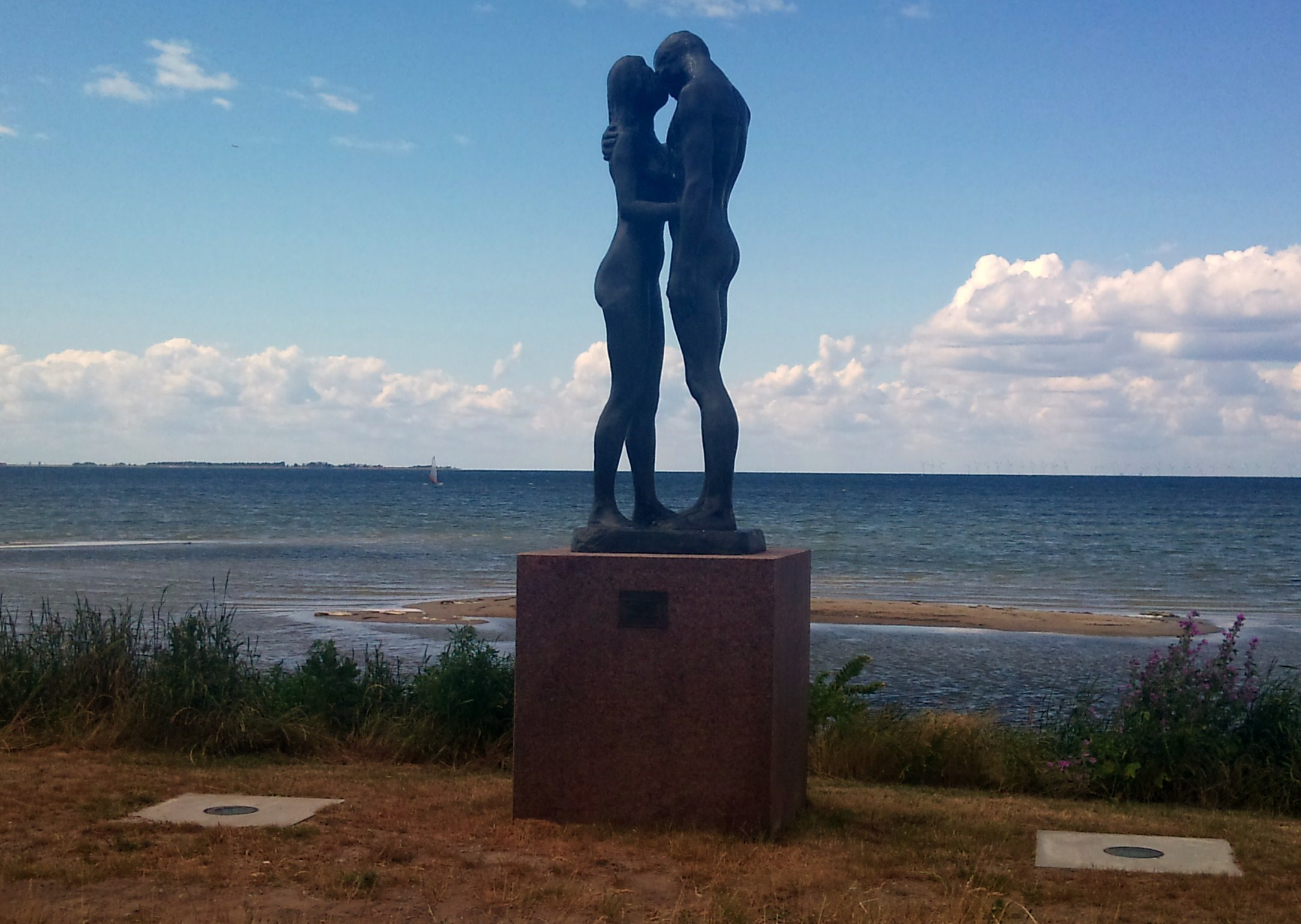
Två träd (1990)
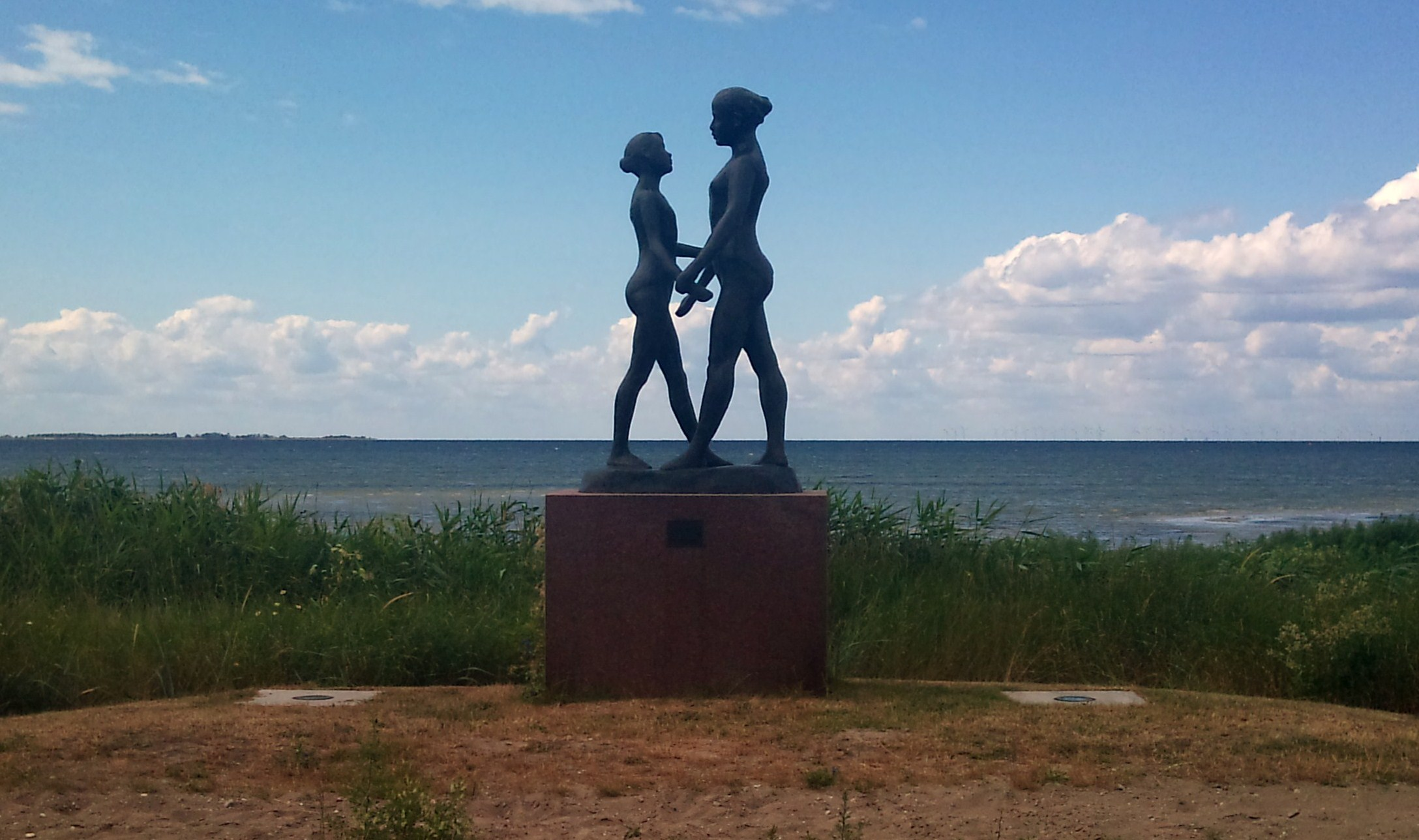
Systrarna (2000)
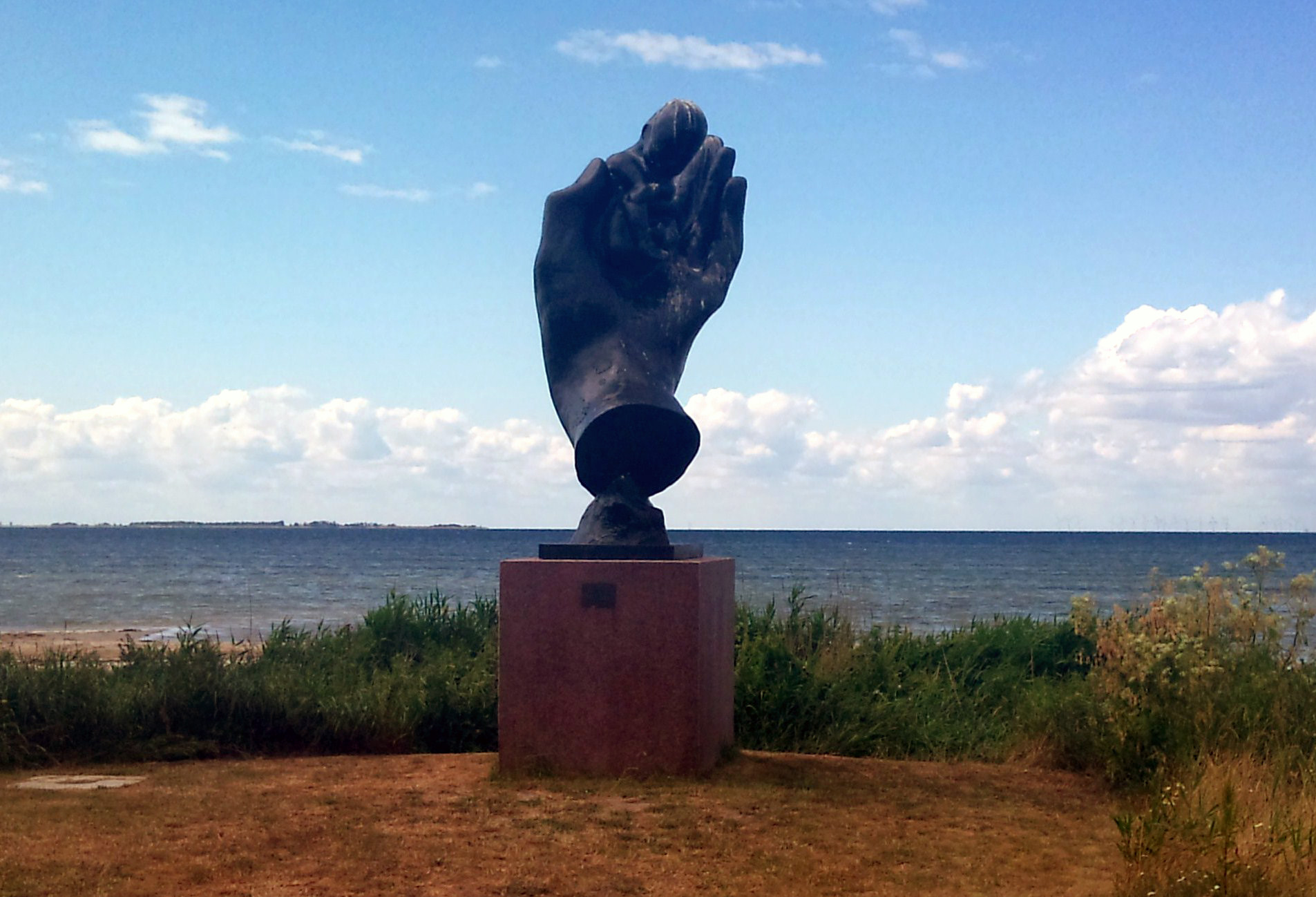
Inledning till liv (2003)
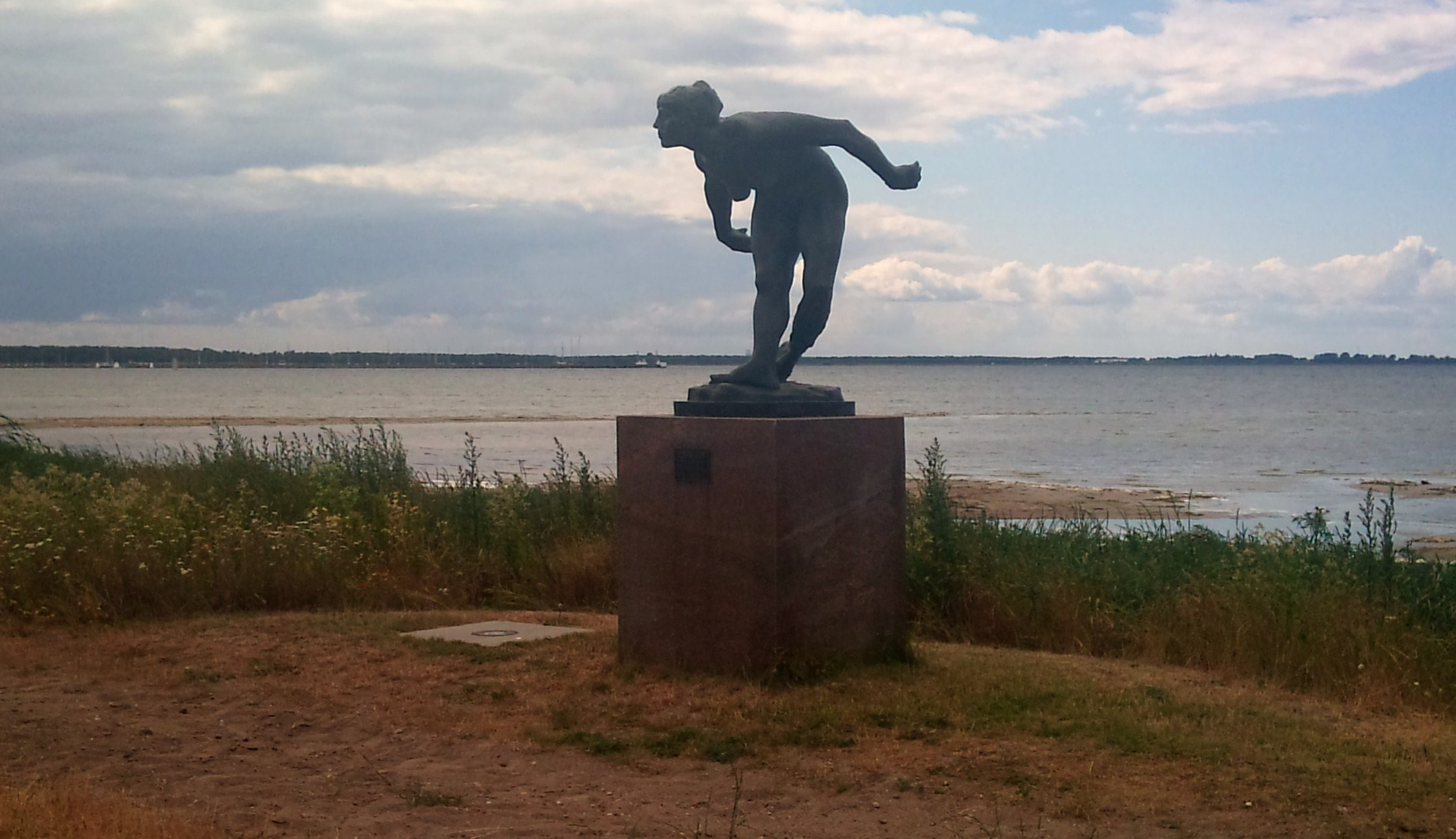
Kvinna likt en skadad fågel (2007)